# Leopold Krause
Georg Karl Leopold Krause (* im 19. Jahrhundert; † im 19. Jahrhundert) war ein deutscher Gutsbesitzer und Politiker.

## Leben
Krause war königlich sächsischer Oberkommissar und herzoglich sächsischer Spezialablösungskommissar in Eisenberg. Ab dem 9. April 1839 war er als Sachverständiger bei der Ablösekommission in Gera als Ablösekommissar tätig. Am 3. September 1840 erhielt er die Konzession zur Flurvermessung in Reuß jüngerer Linie. Vom 21. August 1844 bis April 1849 lebte er als Landkammerrat und Gutsbesitzer in Langenberg (Gera).
1845 war er gemeinsam mit Ludwig Alberti, Heinrich Bruhm und Hermann Gladitsch Gründungsmitglied des Vereins zur Aufsuchung und Bebauung von Steinkohlelagern im Fürstentum Gera. Gemeinsam mit Karl August Schmalz und Karl Friedrich Sachse war er Gründungsmitglied des „Land- und forstwirtschaftlichen Vereins für das Fürstentum Gera“.
Nach der Märzrevolution war er vom 2. Oktober 1848 bis zu seinem Rücktritt am 4. April 1849 Mitglied im Landtag Reuß jüngerer Linie. Der Grund für den Rücktritt war der Umzug nach Gottenfeld in Ostpreußen, wo er ein Gut erworben hatte. Als Nachfolger im Landtag wurde Heinrich Tamm gewählt.